# Godesberger Stadtsoldatenkorps

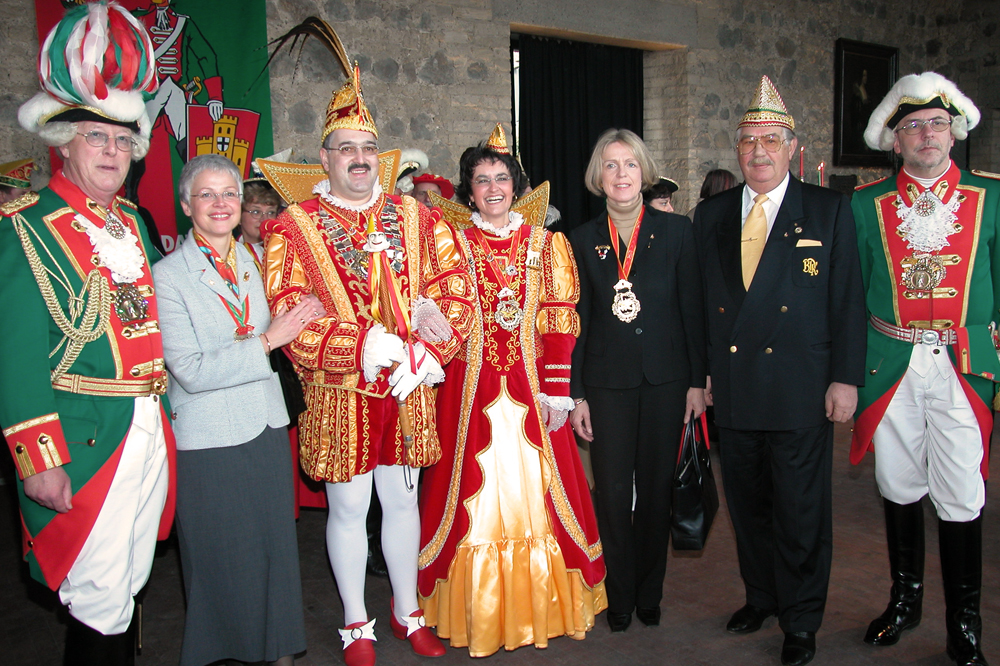
Der Traditionsverein „Godesberger Stadtsoldatenkorps“ feiert 2004 sein 111-jähriges Bestehen

Das Godesberger Stadtsoldatenkorps e.V. von 1893, die älteste Karnevalsgesellschaft im Stadtteil Bonn-Bad Godesberg, hat sich als Traditionsverein gemäß Satzung der Pflege des kulturellen und heimatlichen Brauchtums, des Lokalhumors und der Fortführung der karnevalistischen Tradition verschrieben. Die Gesellschaft ist als gemeinnützig anerkannt.

## Gründung
Die Entstehungsgeschichte der Gesellschaft reicht bis in die wilhelminische Zeit zurück. Masken- und Kostümbälle hatten damals Hochkonjunktur, und Ausrichter von Karnevals- und Maskenbällen waren häufig Turn- oder Männergesangsvereine, so auch der 1888 gegründete Godesberger TV. Turnen und Sport im Sommer und Feiern und Tanzen im Winter waren die beiden Standbeine des Vereins zu Beginn des 20. Jahrhunderts. Der Sitzungskarneval erlebte in den zwanziger Jahren einen ersten Höhepunkt. Mitte der dreißiger Jahre stießen jedoch karnevalistische Veranstaltungen, durchgeführt von Turnvereinen, zunehmend auf das Missfallen der politischen Machthaber, und 1937 verbot der NS-Bürgermeister von Bad Godesberg diese Veranstaltungen überhaupt.
Als Konsequenz dieses Verbotes gründeten die Vertreter der Karnevalssektion innerhalb des Turnvereins die unabhängige Karnevalsgesellschaft „Godesberger Stadtsoldatenkorps“ und luden bereits wenige Tage später zu ihrer ersten Sitzung ein. Damit waren die Karnevalsaktivitäten des Turnvereins nahtlos auf das Stadtsoldatenkorps übergegangen. Als offizieller Gründungsakt des Korps wurde jedoch ein Kasseneintrag des Turnvereins über 50 Mark im Jahr 1893 bestimmt.

## Name
In der ersten Hälfte des 19. Jahrhunderts entstanden im Rheinland karnevalistische Gardekorps, deren Mitglieder dem Militär nachempfundene Uniformen trugen und pseudo-militärische Ränge einnahmen. Vielerorts nannten sich die Gesellschaften „Stadtsoldaten“ in Erinnerung an die städtischen Milizen und Torwachen des 17. und 18. Jahrhunderts, die im Kölner Volksmund wegen ihrer roten Röcke als „Rote Funken“ bezeichnet wurden. Für die Godesberger Narren, die seit Ende des 18. Jahrhunderts unter dem Dach des Turnvereins ihre Kostümbälle feierten, reichten zunächst noch Narrenkappen, bunte Kostüme oder schwarze Anzüge. Das Problem eines Vereinsnamens und einer Uniform stellte sich erst 1937 mit der Gründung unabhängige Karnevalsgesellschaft. Für den Vereinsnamen stand das zwei Jahre zuvor in (Bonn-)Beuel gegründete Stadtsoldatenkorps Pate. Als Uniformfarben wurden Rot, Grün und Weiß gewählt, die Farben der damals selbstständigen Stadt Bad Godesberg.

## Gliederung und Organisation
Das Godesberger Stadtsoldatenkorps hat rund 350 Mitglieder, von denen 150 aktiv und 200 inaktiv in das Vereinsleben eingebunden sind. Der Verein ist Mitglied im Bund Deutscher Karneval und im Festausschuss Godesberger Karneval.
Das aktive Korps gliedert sich in die Streitkräfte und den Senat. Die Mitglieder der Streitkräfte haben pseudo-militärische Dienstränge. Die Mannschaftsdienstgrade beginnen mit dem Rekruten und enden mit dem Fähnrich, die Offiziersränge reichen vom Unterleutnant bis zum Marschall, und die Dauer der Zugehörigkeit und die aktive Teilnahme am Vereinsgeschehen bestimmen die Zugehörigkeit zu den Rängen. Eine Befehlsgewalt höherrangiger Stadtsoldaten gegenüber niedrigeren existiert nicht. In den Senat wechselten ursprünglich verdiente Mitglieder der Streitkräfte, die aus Altersgründen nicht mehr ihren „Dienst“ in den Streitkräften wahrnehmen konnten. Inzwischen hat sich der Senat zu einer eigenen Gruppierung innerhalb des Korps, jedoch ohne pseudo-militärische Dienstränge, entwickelt.
Die Streitkräfte fächern sich in verschiedene Gruppierungen („Knubbel“) auf, die Infanterie, die Artillerie, die Kavallerie und in das Kinder- und Teenagerkorps. Zentrale Funktion hat das Mariechen mit ihrem Tanzoffizier. Im Jahr 2001 wurde eine neue Gruppierung, die Mädchentanzgruppe, ins Leben gerufen. Die Streitkräfte werden von den meisten Mitgliedern des Senats verstärkt, die dann die Funktion des Landsturms einnehmen. Eine weitere Gruppierung bildet der Große Rat, zu dem sich mittelständische Unternehmer zusammengeschlossen haben und die die Ziele der Gesellschaft in der Funktion von Mäzenen unterstützen. Am Übergang von aktiver zu inaktiver Mitgliedschaft stehen die Veteranen. Fallweise übernehmen Teenager des Kinderkorps zusätzlich die Funktion von Marketenderinnen. Verstärkt wird das Korps durch einen Tambour- und Musikzug, der in den Uniformen der Gesellschaft auftritt, bei dem es sich jedoch um einen eigenständigen Verein aus Bengen in Rheinland-Pfalz handelt.
Das Godesberger Stadtsoldatenkorps hat sich 1972 eine moderne Satzung gegeben, die in ihrer Fassung von 2010 gültig ist. Die Satzung bestimmt, dass die Führungskräfte des Vorstands auf den Mitgliederversammlungen gewählt sowie alle Gruppierungen ihre Vorsitzenden eigenverantwortlich bestimmen und in den Vorstand entsenden. Das Führungsgremium besteht unter anderem aus dem ersten Vorsitzenden, seinem Stellvertreter, dem Schatzmeister, dem Geschäftsführer, dem Organisationsleiter, dem Haus- und Sachverwalter, dem Schriftführer und dem Pressesprecher sowie dem Ältestenrat. Von den Gruppierungen entsandt sind je ein Vertreter des Senats und der Streitkräfte. Zusätzlich ist in dem Gremium der Ehrenvorsitzende vertreten. Die Mitgliederversammlung wählt den Sitzungspräsidenten.

## Uniformen
1938 wurde entschieden, im Korps Uniformen einzuführen. Übernommen wurden – mit leichten Veränderungen – die Uniformen des Traditionskorps „Altstädter Köln 1922 eV“. Somit erinnern die Uniformen des Godesberger Stadtsoldatenkorps an die kurkölner Landmiliz des 18. Jahrhunderts.
Der lange grüne Uniformrock, auch als große Uniform bezeichnet, ist innen rot gefüttert und in den seitlichen Frackschößen nach außen aufgeklappt. Rote Aufsätze bestimmen das Brustteil, rote Aufschläge die Ärmel. Goldlitzen und Goldknöpfe vervollständigen das Erscheinungsbild. Dazu werden weiße Hosen, eine weiße Weste und schwarze Husarenstiefel sowie ein Stichdegen getragen. Der Dreispitz mit Büffelhaar und Zopf ist die typische Kopfbedeckung, die fallweise durch ein grünes Schiffchen mit goldenen Bommeln ersetzt werden kann.

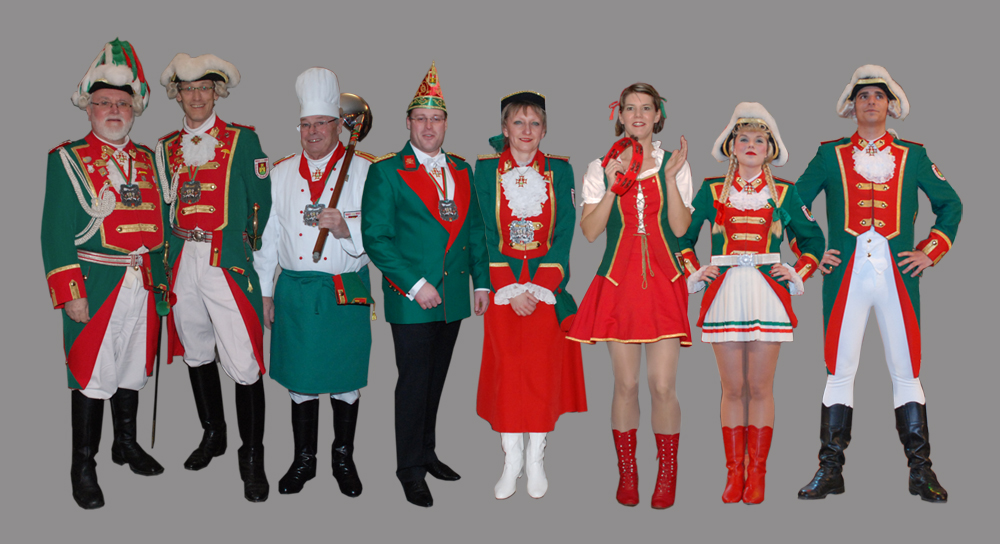
Uniformen der Stadtsoldaten

Für den Senat wurde 1953 die grüne Litewka mit roten Aufschlägen eingeführt, zu der eine schwarze Hose und ein goldenes Schiffchen getragen werden. Übernimmt der Senat Landsturmfunktionen innerhalb der Streitkräfte, trägt er ebenfalls eine große Uniform. Die Damen des Senats tragen mehrheitlich nur noch die große Uniform mit einem grünen Oberteil und vorderem roten Aufsatz, einen kleinen Federhut, einen langen roten Rock und darunter weiße Stiefel.
Die Kostüme der Mädchenreihe sind auf den Showtanz zugeschnitten und werden von einer grün-roten Weste, einem kurzen roten Rock, weißen Spitzenhöschen und roten Stiefeln bestimmt.
Das Kinderkorps trägt die typischen Stadtsoldaten-Uniformjacken, die Mädchen dazu weiße kurze Röcke und weiße Stiefel, die Jungen weiße Hosen und schwarze Gamaschen.
Die Mitglieder des Großen Rats sind an der langen weiten grünen Jacke mit roten Revers und ihrem besonderen weiß-rot-grünen Schiffchen zu erkennen.

## Nachwuchsförderung
Zum Kinderkorps gehören Kinder im Alter von drei bis 17 Jahren. Die Kinder und Jugendlichen absolvieren während des gesamten Jahres ein wöchentliches Tanztraining. Während der Session präsentiert das Kinderkorps seine Tänze vornehmlich auf karnevalistischen Veranstaltungen karitativer Einrichtungen.

## Veranstaltungen
Zur Förderung des rheinischen Brauchtums veranstalten die Godesberger Stadtsoldaten während der karnevalistischen Session verschiedene Veranstaltungen, die sich entweder nur an die eigenen Mitglieder oder an die gesamte Öffentlichkeit richten, so zum Beispiel:
- Uniform- und Ordensfest zum Sessionsauftakt als interne Veranstaltung
- Mundartmesse „Mess op Kölsch“ für Mitglieder und Öffentlichkeit
- Quadrille der Kavallerie in Anwesenheit der Bad Godesberger Prinzenpaare
- Große PrunksitzungPrunksitzung: Korpstanz
- Herrensitzung
- Mädchensitzung
- Kinderkostümfest

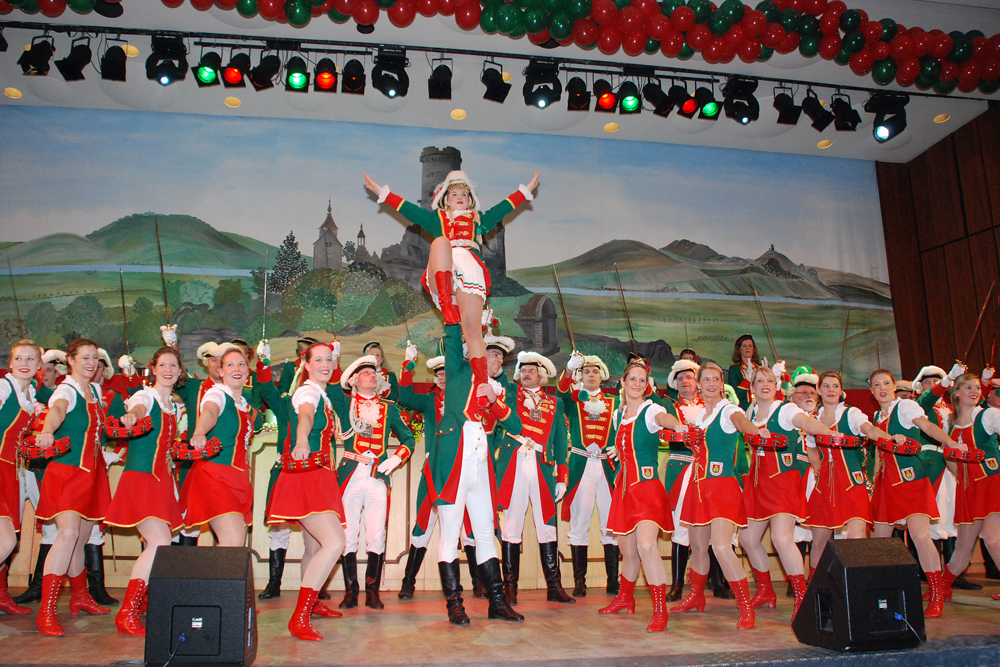
Prunksitzung: Korpstanz

Auf der Prunksitzung präsentiert das Korps ein etwa halbstündiges Bühnenprogramm, in dem alle Gruppierungen mit tänzerischen Darstellungen vertreten sind. Im weiteren Programm treten karnevalistische Künstler aus dem Rheinlande auf. Für das Programm der beiden anderen Sitzungen werden ausschließlich Bühnenkünstler verpflichtet.

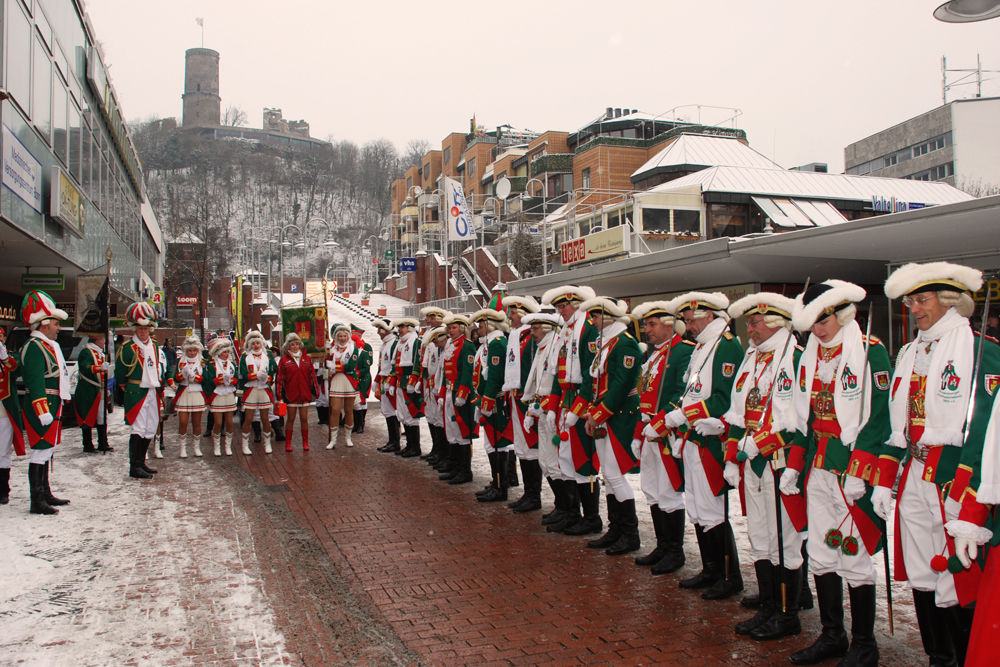
Das Stadtsoldatenkorps ist an Weiberfastnacht unterhalb der Godesburg angetreten

Das Korps tritt mit seinem eigenen Bühnenprogramm während der Session ebenfalls auf Sitzungen fremder Gesellschaften auf. Mehrfach sind die Godesberger Stadtsoldaten auch das Begleitkorps des Bad Godesberger Prinzenpaars zu deren Auftritten auf karnevalistischen Veranstaltungen, auf denen dann das Korps einen Ausschnitt aus seinem Tanzprogramm zeigt.
Der Straßenkarneval beginnt in Bad Godesberg an Weiberfastnacht. An diesem Tag zieht das Korps morgens zusammen mit seinem Spielmannszug durch die Innenstadt und präsentiert vor vielen Geschäften unter dem Applaus der Passanten seine Soldatentänze. An Karnevalssonntag ist die Artillerie des Korps an der Erstürmung des Rathauses mit einer Salutkanone vertreten, anschließend ziehen alle Gruppierungen des Korps als Fußtruppen oder auf mehreren Festwagen im Karnevalszug durch Bad Godesberg.

## Öffentlichkeitsarbeit
Das Godesberger Stadtsoldatenkorps informiert seine Mitglieder viermal pro Jahr mit dem Informationsblatt „Narrenkläppchen“ als gedruckte und als digitale Fassung. Zum Sessionsbeginn erscheint das Karnevalsmagazin „Narrenklappe“ für die Mitglieder und breitere Öffentlichkeit als Begleitheft aller Veranstaltungen der Gesellschaft während der Session.